# سعد بن سعود بن محمد آل سعود
سعد بن سعود بن محمد آل سعود شاعر سعودي الملقب ب (منادي)، وهو عميد كلية الإعلام والاتصال في جامعة الإمام محمد بن سعود الإسلامية في الرياض، أقام العديد من الأمسيات من أبرزها أمسية مهرجان الجنادرية في دورته الثانية والعشرين عام 1428هـ، وأمسية المنامة ضمن فعاليات العلاقات السعودية البحرينية «علاقة أبدية». وقد صدر له ديوان شعري اسمه (منادي)، كما صدر له عدد من المؤلفات في مجال الإعلام.

## العائلة
سعد بن سعود آل سعود من عائلة شعرية، فهو ابن الأمير شاعر القرن سعود بن محمد بن عبد العزيز بن سعود بن فيصل آل سعود. وشقيقه هو الأمير الشاعر عبد العزيز بن سعود بن محمد آل سعود الملقب بالسامر.  متزوج من الأميرة نوف بنت عبد الرحمن بن عبد العزيز آل سعود . وله من الأبناء الأمير فيصل ، الأميرة هيفاء (متزوجة من الأمير محمد بن حسام بن سعود بن عبدالعزيز آل سعود )، الأميرة عبير .

## التعليم
- حصل على درجة الماجستير في الإعلام الدولي عام 1999.
- حصل على درجة الدكتوراه في الاتصال السياسي عام 2007.[5]

## العمل والمناصب
- 2013: أستاذ مشارك بكلية الإعلام والاتصال بجامعة الإمام محمد بن سعود الإسلامية.
- رئيس قسم الإعلام المتخصص بكلية الإعلام والاتصال بجامعة الإمام محمد بن سعود الإسلامية.[6]
- وكيل كلية الإعلام والاتصال للتطوير والجودة بجامعة الإمام محمد بن سعود الإسلامية.[7]
- وكيل الدراسات العليا بكلية الإعلام والاتصال بجامعة الإمام محمد بن سعود الإسلامية.
- عضو في كرسي اليونسكو للحوار بين أتباع الديانات والحضارات

## مؤلفاته
- (الاتصال والإعلام السياسي).
- (الإعلام السعودي وتطوره السياسي).
- ديوان (منادي). ديوان شعر شعبي صدر عام 2013، وتضمن أكثر من 88 قصيدة [8]

## الأعمال الشعرية
نشر الشاعر سعد بن سعود أشعاره تحت اسم مستعار هو (منادي)، ومن أبرز أعماله الشعرية الأوبريت الغنائي لمهرجان الجنادرية 23 عام 1429هـ (2008) الذي كان عنوان (عهد الخير)، وهو من ألحان صالح الشهري وغناء الفنانين: محمد عبده وعبد المجيد عبد الله وراشد الماجد ورابح صقر وراشد الفارس وعباس إبراهيم.
وفي عام 1999 تعاون مع نخبة من نجوم الفن في ألبوم كامل احتوى على عشر قصائد من أشعاره، وحمل اسم (مهرجان رناد الأول)، وقد ضم الفنانين: محمد عبده في أغنية (صفحة الأيام)، وخالد عبد الرحمن في أغنية (المحال)، وعبد الكريم عبد القادر في أغنية (الإنسان)، وطلال مداح في أغنية (سامحيني)، عبادي الجوهر في أغنية (وش الجديد). ولحن كلمات القصائد الملحنين: عبد الرب إدريس، ومحمد عبده، وعبادي الجوهر، وأحمد الفهد وعادل الصالح.
وله تعاونات فنية مع العديد من المطربين الذين تغنوا بقصائده، من أبرزهم: عبد المجيد عبد الله «وطن الشمس»، ورابح صقر«بامكاننا نبعد»، وأحلام «أنت السؤال»، وغنى له عبد الله الرويشد كثير من الأغاني من أبرزها «إحساس العالم» و«خسرتيني»، وله تعاونات مع طلال مداح، وعباس إبراهيم، وسعد الفهد، وراشد الماجد.

## نماذج من أشعاره
(جروح الحب)
إجرحيني ثم روحي ما دام الحب راح
لا انتي أول من جرحني.. ولا آخر من يروح
شفت حبك مثل دمعٍ جرح جفني وساح
إن مسحته وإن تركته جروحٍ في جروح
في زمن خاين زمانه.. ذخرتك لي سلاح
من عرفت أشتاق لك ما عرفت إلا الوضوح
أحسب إن الحلم يا بنت في وصلك مباح
وأحسب إن الحب روحين مخلوقه بروح
(أنت السؤال)
غيّر مواضيع الحزن والكآبة
كلمه تبكيني وكلمه تبكيك
من يجني الراحة بموسم عذابه
حاول تناسى والليالي تنسيك
ما فات فات بضحكته وبعتابه
صوته توارى والأماني تناديك
خل الفرح يمطر علينا سحابه
يروى جفاف الحزن من سيل أمانيك
الحب يغني واقعه عن سرابه
الحب وحده لو يخاصم يرضيك
أنت السؤال إللي في حياتي جوابه
مبادئي ما تعترض مع مباديك